# Приволжская лесостепь (заповедник)

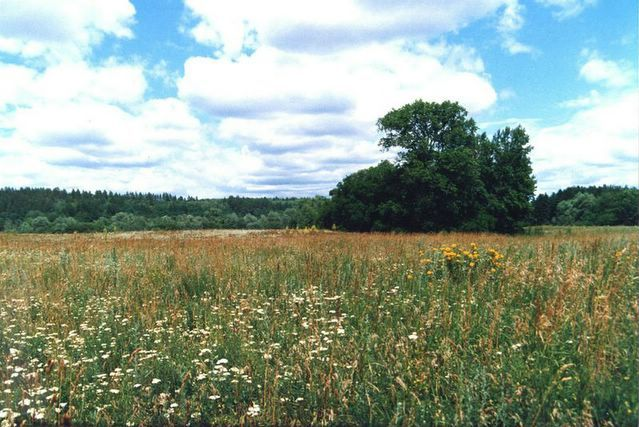

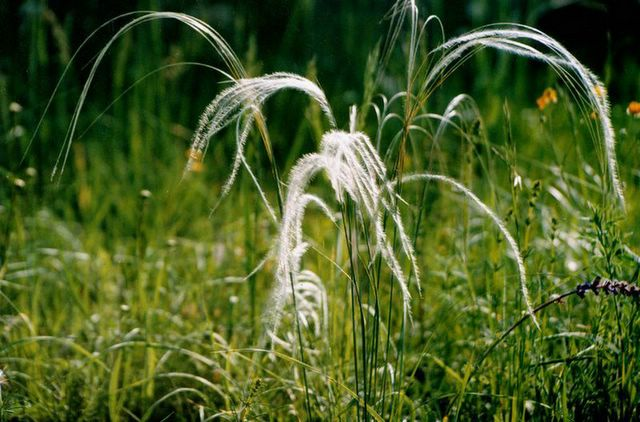

Приво́лжская лесосте́пь — государственный природный заповедник в Пензенской области, в лесостепной зоне Среднего Поволжья России.
Заповедник создан в 1989 году для сохранения зональных степей северного типа и лесных комплексов. Заповедник включает 5 кластеров (участков), расположенных в западной части Приволжской возвышенности на территории Пензенской области и частично (охранная зона) в Ульяновской области. Общая площадь заповедника — 8326 га.
Заповедник «Приволжская лесостепь» является природоохранным, научно-исследовательским и эколого-просветительским учреждением федерального значения, имеющим целью сохранение и изучение естественного хода природных процессов и явлений, генетического фонда растительного и животного мира, отдельных видов и сообществ растений и животных, типичных и уникальных экологических систем.
«Приволжская лесостепь» является преемником ранее существовавшего в Пензенской области заповедника. По ходатайству И. И. Спрыгина и возглавляемого им Пензенского общества любителей естествознания (ПОЛЕ) в 1919 году была заповедана «Попереченская степь» (площадью 100 десятин) — третий заповедник России (после Баргузинского и Астраханского).
В 1920 г. были организованы ещё два заповедника: «Сосновый бор» (300 га) и «Сфагновые болота» (100 га) в правобережной части реки Суры близ г. Пензы. Эти три заповедника в 1924 г. были взяты на государственное содержание и организовано управление Пензенского государственного заповедника Главного управления науки Наркомпроса РСФСР. В 1925 г. в состав заповедника вошли «Арбековский лесостепной участок» (180 га) и «Белокаменский парк» (47 га). В 1927 г. в Пензенский заповедник был включен Жигулевский участок (2300 га), несколько позже были заповеданы ещё некоторые территории Самарской области, а сам заповедник переименован в Средне-Волжский, в 1937 г. в — Куйбышевский. В 1929 г. в заповедник включена «Кунчеровская степь» (300 га; Пензенская область), а в 1930 г. — степной участок «Козявка» (1364 га; Оренбургская область). Куйбышевский заповедник просуществовал до 1951 г. (как и ещё почти сотня других, он был ликвидирован по решению Правительства РСФСР); большая часть охраняемых им лесных комплексов не сохранилась. Позже, в 1957 г. был восстановлен заповедный режим Жигулевского участка (Жигулёвский государственный природный заповедник имени И. И. Спрыгина). Заповедные участки Пензенской области попали в ведение Министерства совхозов РСФСР и только благодаря усилиям ученых и любителей природы, в 1965 г. некоторые из них («Попереченская степь», «Кунчеровская степь» и «Белокаменский парк») получили статус памятников природы и уцелели от уничтожения. Впоследствии, в 1989 году «Попереченская степь» и «Кунчеровская степь» вошли в состав заповедника «Приволжская лесостепь».
В заповеднике выявлено более 860 видов сосудистых растений, что составляет 55 % видового состава флоры Пензенской области.
Из нуждающихся в охране видов сосудистых растений, на территории заповедника «Приволжская лесостепь» более 70 видов, в их числе девять видов занесённых в Красную книгу Российской Федерации (2008): ковыль опушённолистный (Stipa dasyphylla), ковыль перистый (Stipa pennata), ковыль красивейший (Stipa pulcherrima), ковыль Залесского (Stipa zalesskii), рябчик русский (Fritillaria ruthenica), ирис безлистный (Iris aphylla), надбородник безлистный (Epipogium aphyllum), пыльцеголовник красный (Cephalanthera rubra), неоттианта клобучковая (Neottianthe cucullata) и 58 видов включены в Красную книгу Пензенской области (2002).
«Кунчеровская лесостепь» (1024 га) располагается на высоком плакоре и склонах различной экспозиции в левобережье реки Кадады (на границе Камешкирского, Кузнецкого и Неверкинского районов близ села Старый Чирчим). Характерны дубравы, сосновые леса (искусственные насаждения) и вторичные по происхождению осинники и березняки; степные сообщества занимают пятую часть территории и представлены, в основном, ассоциациями разнотравно-дерновинно-злаковой степи с молодым подростом сосны обыкновенной. Флористическое богатство — 555 видов сосудистых растений.
«Островцовская лесостепь» (352 га) располагается на правобережной части надпойменной террасы реки Хопер (в Колышлейском районе, близ села Островцы). Современная структура растительного покрова представляет собой комплекс различных вариантов растительности с преобладанием лесков из клёна татарского и черёмухи обыкновенной, зарослей мезофильных и ксеромезофильных кустарников, а также дерновинно-злаково-разнотравных степных ассоциаций, площадь которых ежегодно уменьшается из-за процессов закустаривания и залесения степи. Флористическое богатство — 542 вида сосудистых растений.
«Попереченская степь» (252 га) располагается на плакоре и склонах балок в верховьях реки Хопёр (на границе Каменского и Пензенского районов, близ села Поперечного). Преобладают дерновинно-злаково-разнотравные степные и разнотравно-корневищные (наземновейниковые и безостокострецовые) ассоциации; характерны заросли степных кустарников. Флористическое богатство — 475 видов сосудистых растений.
«Верхнесурский лесной участок» (6334 га) располагается на древних речных террасах в верховьях реки Суры (на северо-востоке Кузнецкого района, близ села Часы). Преобладают сосновые леса (в основном, травяно-кустарничковые, зеленомошные и лишайниковые; часто искусственные насаждения) и вторичные по происхождению березняки. Небольшие площади занимают осинники, дубравы и ольшаники, а также озёра, переходные и сплавинные болота. Флористическое богатство — 586 видов сосудистых растений.
«Сосновый бор на Кададе», или «Борок» (399 га), располагается в левобережной части поймы и надпойменной террасы реки Кадады (на севере Камешкирского района, близ села Шаткино). Характерны сосновые леса (искусственного происхождения), реже — дубравы и, возникшие на их месте, мелколиственные леса. Значительные площади занимают низинные болота и ольшаники. Флористическое богатство — 530 видов сосудистых растений.
В заповеднике обитают такие занесённые в Красную Книгу России виды, как жук-олень и красотел пахучий, бабочки подалирий, аполлон, медведица-госпожа, голубянка мелеагр, пять редких видов шмелей.